# روبرت كياغولاني سينتامو
روبرت كياغولاني سينتامو ويعرف أيضاً ب بوبي واين هو سياسي، وناشط حقوقي، ومغني، وممثل ورجل أعمال أوغندي.
أصبح عضو في برلمان أوغندا منذ 11 يوليو 2017.